# Prestwich
Prestwich è una località di 31.693 abitanti della contea della Greater Manchester, in Inghilterra. Fu un municipio fino al 1974.